# Karl-Heinz Wiesemann
Karl-Heinz Wiesemann (ur. 1 sierpnia 1960 w Herford) – niemiecki duchowny katolicki, biskup Spiry od 2008.

## Życiorys
Święcenia kapłańskie otrzymał 10 października 1985 z rąk kard. Franza Königa. Pracował przede wszystkim jako proboszcz w Menden-Bösperde oraz w Brilon. 

### Episkopat
4 lipca 2002 został mianowany biskupem pomocniczym archidiecezji Paderborn, ze stolicą tytularną Macriana Minor. Sakry biskupiej udzielił mu w miejscowej katedrze bp Joachim Wanke. W archidiecezji pełnił funkcję wikariusza biskupiego ds. powołań i formacji kapłanów.
19 grudnia 2007 Benedykt XVI mianował go biskupem diecezji Spiry. Ingres odbył się 2 marca 2008.